# Sciurumimus
Sciurumimus ("napodobitel veverky") byl rod středně velkého teropodního dinosaura z nadčeledi Megalosauroidea, který žil v období svrchní jury před přibližně 150 miliony let na území dnešního Německa (nedaleko Painten, Bavorsko).

## Historie

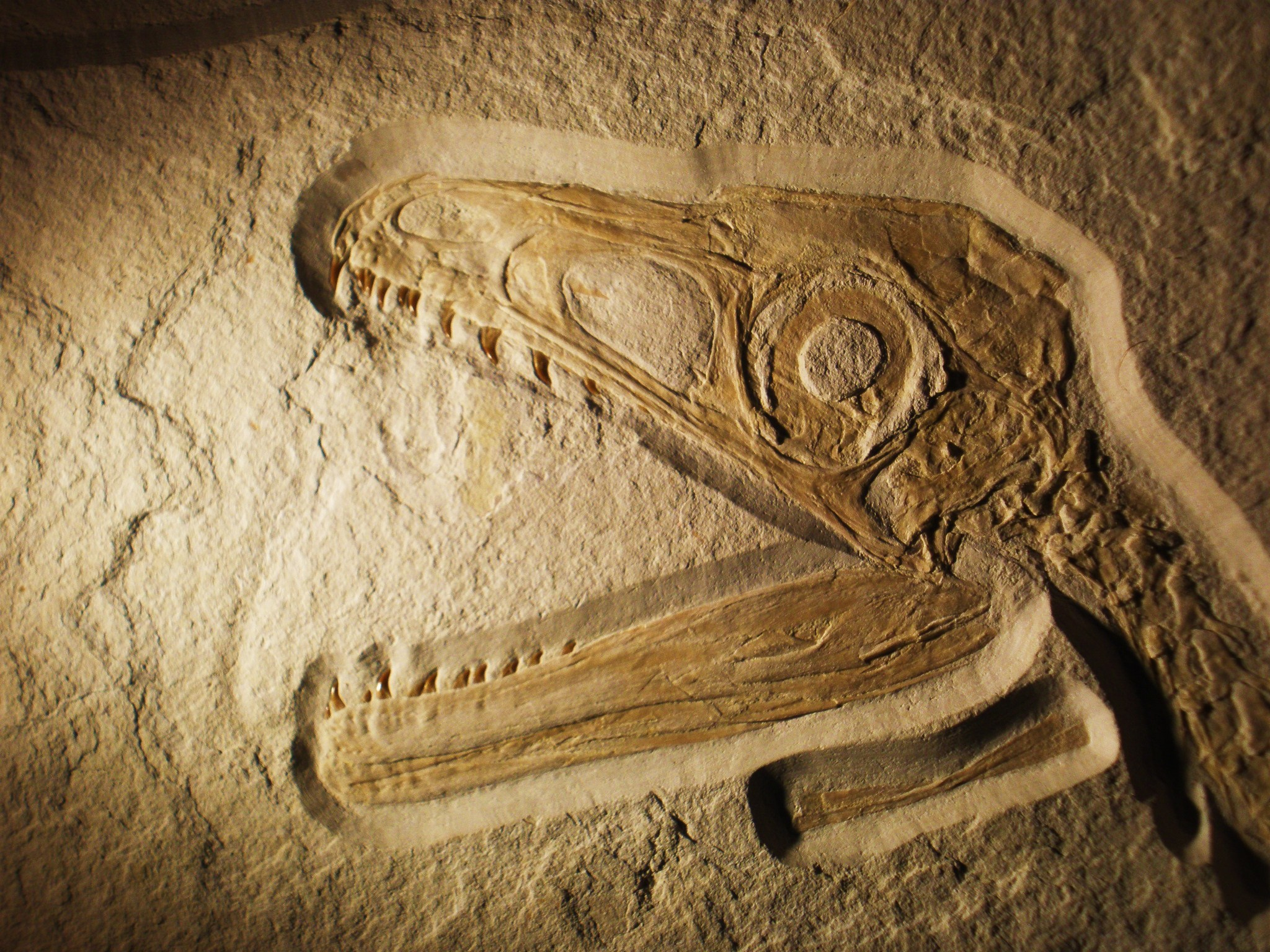
Detail lebky sciurumima.

Informace o objevu tohoto dinosaura se poprvé objevila na mnichovské přehlídce minerálů a zkamenělin. Typový druh S. albersdorferi byl následně formálně popsán paleontology v roce 2012. Fosilie byla vyhlášena německou kulturní památkou a nesmí opustit německé území.

## Popis
Jediný známý exemplář je kostra nedospělého mláděte, skvěle zachovaná v jemnozrnných vápencích. Kostra je prakticky kompletní, navíc i s otisky filamentózního opeření kolem ocasu dinosaura (odtud název - podobnost s ocasem veverek). Zajímavá je prokázaná přítomnost opeření u megalosauroida, jedná se o první případ tohoto druhu. Rozměry dospělých jedinců není možné podle dosud objevených fosilií s dostatečnou přesností určit.